# Monophyllaea hirticalyx
Monophyllaea hirticalyx är en tvåhjärtbladig växtart som beskrevs av Adrien René Franchet. Monophyllaea hirticalyx ingår i släktet Monophyllaea och familjen Gesneriaceae.

## Underarter
Arten delas in i följande underarter:
- M. h. furcata
- M. h. hirticalyx